# Whitgreave
Whitgreave – wieś w Anglii, w hrabstwie Staffordshire. Leży 6 km na północny zachód od miasta Stafford i 204 km na północny zachód od Londynu.